# Wittelshofen
Wittelshofen (fränkisch: Wittlshoff) ist eine Gemeinde im Landkreis Ansbach in Mittelfranken und zählt zur Metropolregion Nürnberg. Die Gemeinde ist Mitglied der Verwaltungsgemeinschaft Hesselberg.

## Geografie

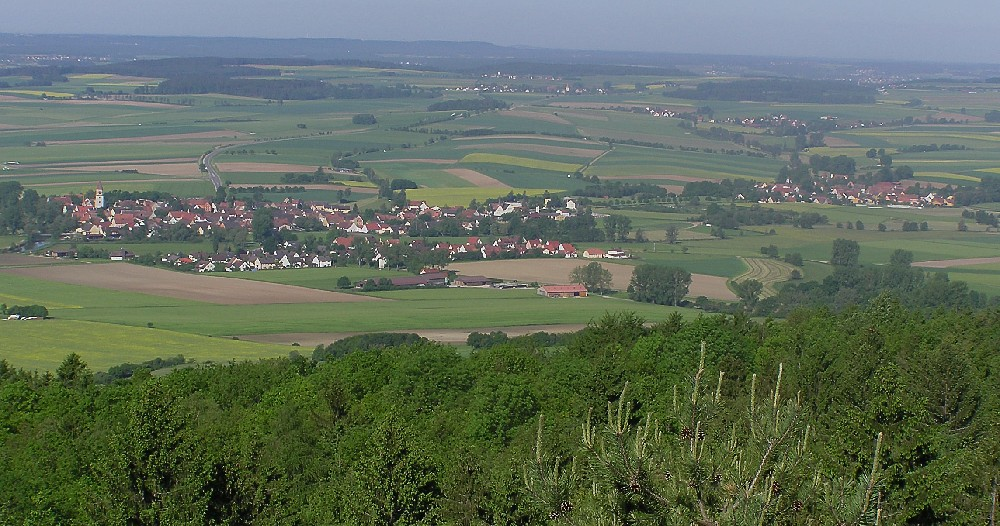
Blick vom Hesselberg auf das Gemeindegebiet 2005

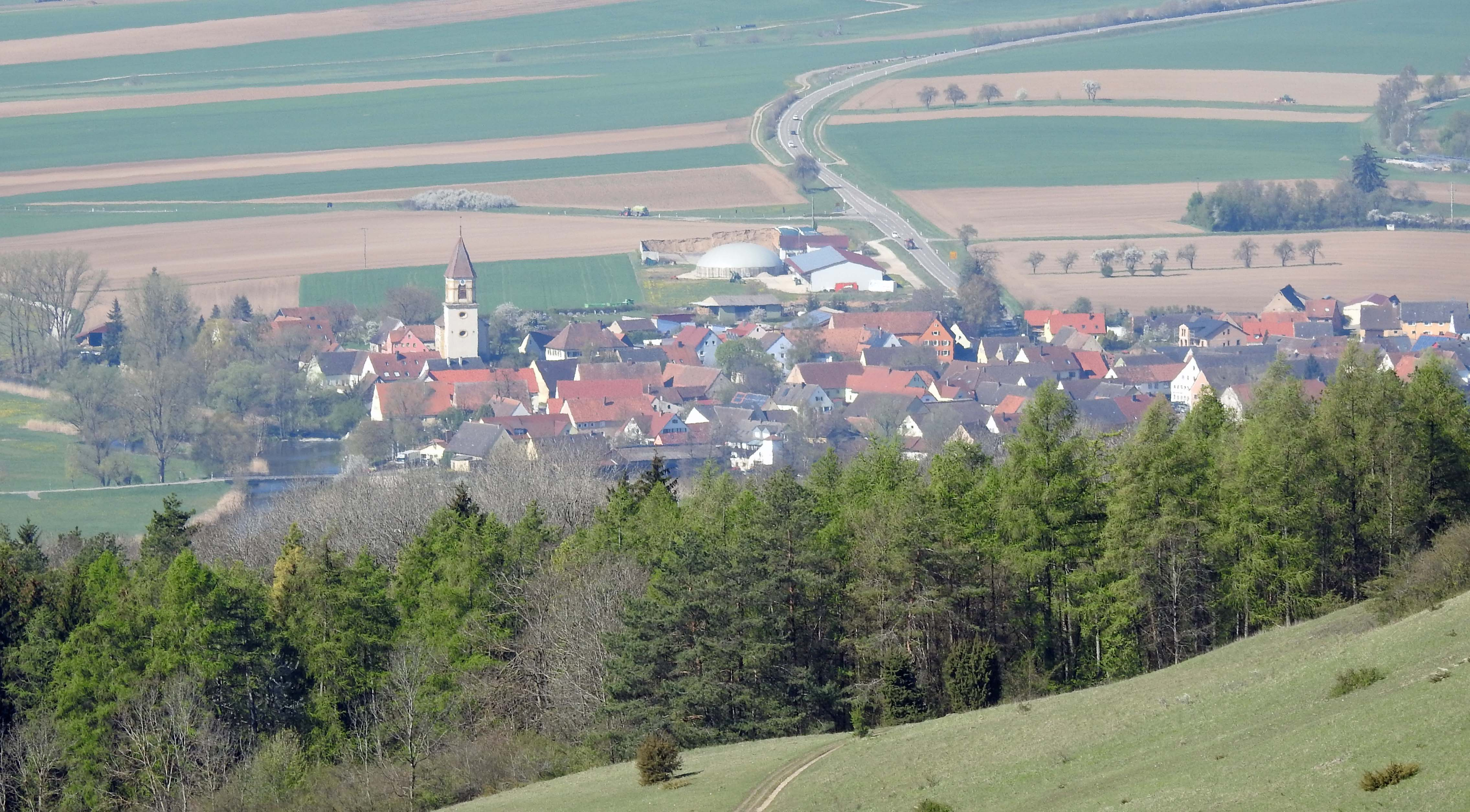
Blick vom Hesselberg auf Wittelshofen 2019

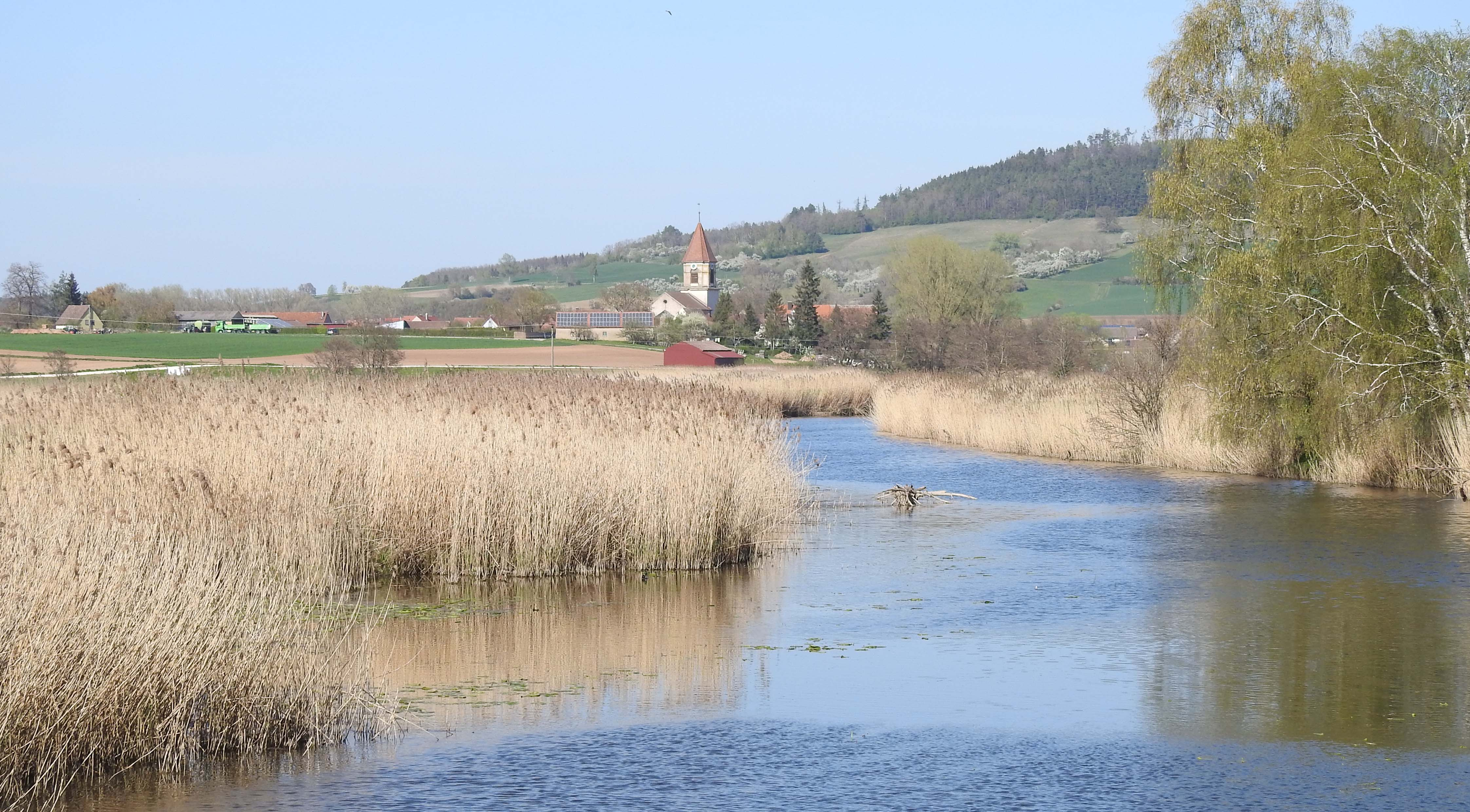
Wittelshofen an der Wörnitz und am Hesselberg

### Geografische Lage
Die Gemeinde liegt an der Mündung der Sulzach in die Wörnitz am Fuße des Hesselbergs.

### Nachbargemeinden
Die Nachbargemeinden sind:
- Langfurth
- Ehingen
- Gerolfingen
- Weiltingen
- Wilburgstetten
- Dinkelsbühl

(Aufzählung im Norden beginnend im Uhrzeigersinn)

### Gemeindegliederung
Die Gemeinde hat zehn Gemeindeteile (in Klammern ist der Siedlungstyp angegeben):
- Dühren (Weiler mit Kirche)
- Gelshofen (Weiler)
- Gelsmühle (Einöde)
- Grabmühle (Einöde)
- Grüb (Weiler)
- Illenschwang (Pfarrdorf)
- Neumühle (Einöde)
- Obermichelbach (Pfarrdorf)
- Untermichelbach (Kirchdorf)
- Wittelshofen (Pfarrdorf)

Es gibt auf dem Gemeindegebiet die Gemarkungen Dühren, Illenschwang, Obermichelbach, Untermichelbach und Wittelshofen. Die Gemarkung Wittelshofen hat eine Fläche von 5,579 km². Sie ist in 751 Flurstücke aufgeteilt, die eine durchschnittliche Fläche von 7429,26 m² haben. In ihr liegt neben dem namensgebenden Ort der Gemeindeteil Grabmühle.

## Geschichte

### Bis zum 19. Jahrhundert
Der Ort wurde 1274 als „Witelshoven“ erstmals urkundlich erwähnt. Das Bestimmungswort des Ortsnamens ist der Personenname Witold bzw. Witolf. Eine Person dieses Namens ist als Gründer anzunehmen. Wahrscheinlich dürfte die Siedlung schon früher entstanden sein. Dass die am Zusammenfluss von Sulzach und Wörnitz stehende Kapelle dem hl. Martin geweiht war, bietet einen Anhaltspunkt für eine karolingerzeitliche Gründung im 8. Jahrhundert n. Chr.
Im alten Ortskern, auf einer Erhöhung, steht die heutige Pfarrkirche St. Martin, die bis 1627 Filialkirche von St. Johannis in Aufkirchen war. Im Osten des Dorfes befindet sich am Ufer der Sulzach ein Dorfbereich, bei dem es sich möglicherweise um einen weiteren Siedlungskern handelt. Der Norden des Dorfes wird durch eine Wasserburg bestimmt, von der noch Mauer- und Grabenreste sowie ein Teil der Vorburg mit der Zehntscheune erhalten sind. Es ist anzunehmen, dass auf dem Burghügel im 11. Jahrhundert ein Holzturm gestanden hatte, der im 12. Jahrhundert zu einer Steinburg umgebaut wurde. Für die Anlage der Burg in diesem Gelände waren sicher die Wasserverhältnisse des Bodens maßgebend. Im Jahre 1277 verpfändete der römisch-deutsche König Rudolf von Habsburg den Zehnt von Wittelshofen und Gerolfingen an die Herren von Nortenberg. Von 1300 bis 1380 befand sich die Burg im Besitz der Herren von Merkingen, die ihn dem Bürger Wilhelm Hofer von Lobenstein verkaufte. Von diesem ging der Besitz an das Stift St. Gumbertus in Ansbach über, von welchem ihn 1525 die Markgrafen übernahmen. Seitdem war er in markgräflicher Hand geblieben. Der Einfluss der Markgrafen von Ansbach dauerte bis 1791. Im Jahre 1856 wurde das ehemalige Markgrafenschloss durch Brand zerstört.
Die Fraisch über Wittelshofen war umstritten. Sie wurde sowohl vom ansbachischen Oberamt Wassertrüdingen als auch vom oettingen-spielbergischen Oberamt Dürrwangen beansprucht. Die Dorf- und Gemeindeherrschaft hatte das ansbachische Vogtamt Wittelshofen. Gegen Ende des 18. Jahrhunderts gab es in Wittelshofen 92 Anwesen. Außerdem gab es eine Synagoge, eine Kirche, ein Pfarrhaus, ein Gemeindeschul- und -hirtenhaus. Grundherren waren
- ansbachische Ämter (88 Anwesen; Kastenamt Wassertrüdingen: 1 Gut, 1 Haus, 1 Häuslein, 1 Zweidrittelhaus, 1 Drittelhaus; Vogtamt Wittelsbach: 1 Mühle, 1 Ziegelhütte, 1 Erbschenkstatt, 1 Badstube, 6 Höfe, 8 Halbhöfe, 1 Fischgut, 28 Sölden, 15 Halbsölden, 2 Viertelsölden, 9 Söldenhäuser, 8 halbe Söldenhäuser, 1 Zweidrittelhaus, 1 Drittelhaus)
- das Herzogtum Württemberg (Oberamt Weiltingen: 2 Häuser)
- der Deutsche Orden (Obervogtamt Oettingen: 1 Köblergut)
- Freieigen (1 Gut).[8][9]

Von 1797 bis 1808 unterstand der Ort dem Justiz- und Kammeramt Wassertrüdingen.
1806 kam Wittelshofen an das Königreich Bayern. Mit dem Gemeindeedikt wurde 1809 der Steuerdistrikt Wittelshofen gebildet. Zu diesem gehörten Gelshofen, Gelsmühle, Grabmühle, Illenschwang, Neumühle, Obermichelbach, Untermichelbach und Wörnitzhofen. Zugleich entstanden zwei Ruralgemeinden:
- Untermichelbach mit Gelshofen, Gelsmühle, Illenschwang, Neumühle, Obermichelbach
- Wittelshofen mit Grabmühle und Wörnitzhofen.

Bereits 1813 kam es zur erneuten Bildung von diesmal drei Ruralgemeinden:
- Illenschwang mit Neumühle, Welchenholz und Wörnitzhofen
- Obermichelbach mit Gelshofen, Gelsmühle, und Untermichelbach
- Wittelshofen mit Grabmühle.[11][12]

Die Gemeinde Wittelshofen hatte 1964 eine Gebietsfläche von 5,658 km². Sie war in Verwaltung und Gerichtsbarkeit dem Landgericht Dinkelsbühl zugeordnet und in der Finanzverwaltung dem Rentamt Dinkelsbühl (1919 in Finanzamt Dinkelsbühl umbenannt, seit 1973 Zweigstelle des Finanzamtes Ansbach). Die Verwaltung übernahm 1862 das neu geschaffene Bezirksamt Dinkelsbühl (1939 in Landkreis Dinkelsbühl umbenannt). Die Gerichtsbarkeit lag beim im gleichen Jahr gebildeten Stadt- und Landgericht Dinkelsbühl (1879 in das Amtsgericht Dinkelsbühl umgewandelt, seit 1973 eine Zweigstelle des Amtsgerichtes Ansbach). Mit der Auflösung des Landkreises Dinkelsbühl im Jahr 1972 kam Wittelshofen an den Landkreis Ansbach.

### Religion
In dem überwiegend evangelischen Ort findet der Hauptgottesdienst sonntäglich in der St. Martinskirche, der katholische Gottesdienst in der Heilig-Kreuz-Kirche statt. In den Ortsteilen Dühren, Illenschwang sowie Ober- und Untermichelbach gibt es ebenfalls evangelische Kirchen.
In Wittelshofen bestand eine jüdische Gemeinde vom 17. Jahrhundert bis 1938. 1716 lebten bereits 30 jüdische Familien am Ort. Die höchste Zahl jüdischer Einwohner wurde um 1809/10 mit 282 Personen (ca. 40 % der Gesamteinwohnerschaft von 689 Personen) erreicht. Danach ging die Zahl durch Aus- und Abwanderung stetig zurück (1910 42, 1933 17 jüdische Einwohner). Eine Synagoge war bereits im 18. Jahrhundert vorhanden; eine neue Synagoge wurde am 1. Dezember 1843 eingeweiht. Sie bestand bis zu ihrer Zerstörung beim Novemberpogrom am 10. November 1938. Die jüdischen Familien lebten insbesondere vom Handel mit Vieh und Waren. Ihnen gehörten bis nach 1933 mehrere Geschäfte am Ort. Mindestens 18 der in Wittelshofen geborenen oder längere Zeit hier wohnhaften Personen wurden zwischen 1941 und 1945 in Konzentrationslagern ermordet.

### Sakralbauten

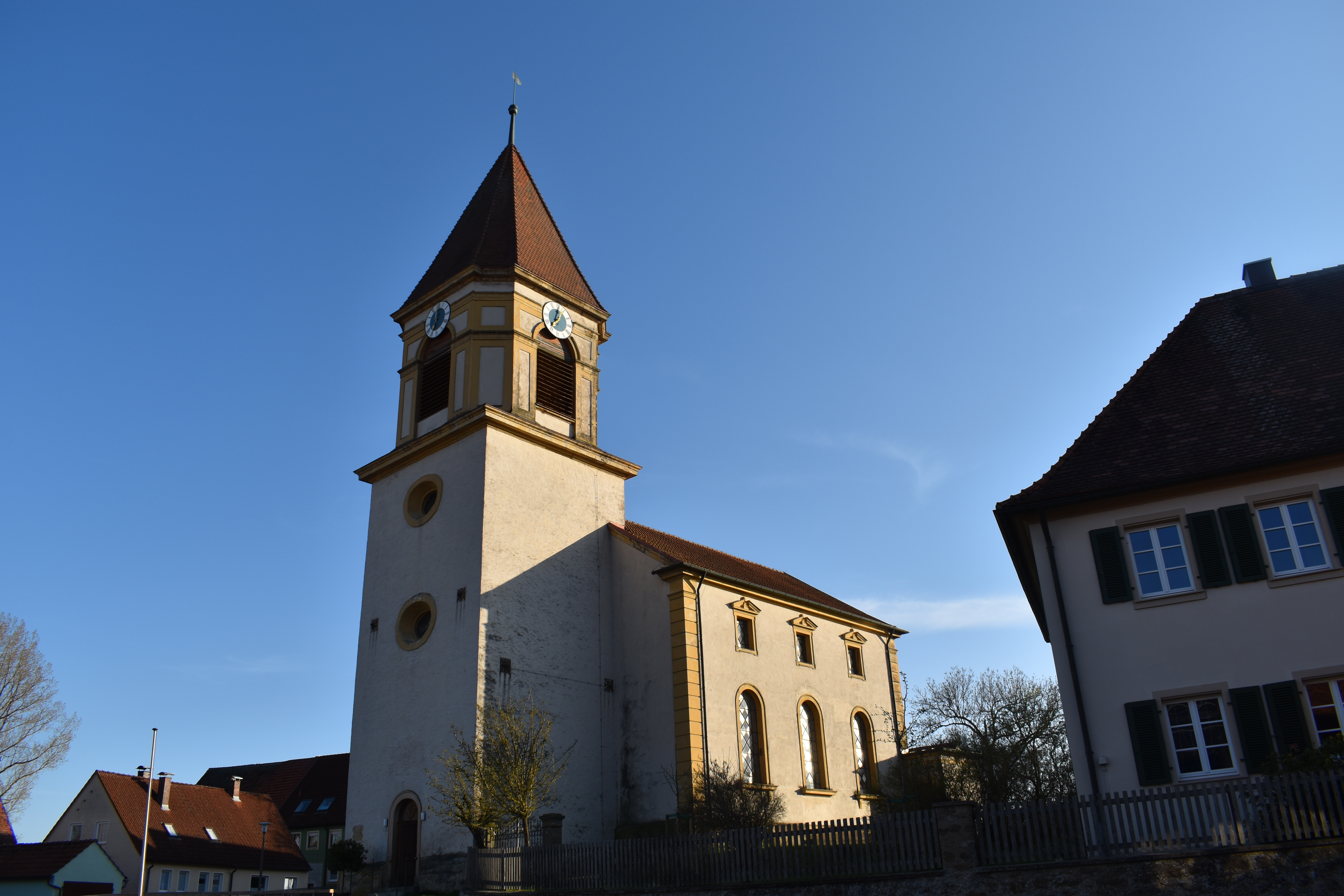
St. Martin (Wittelshofen)
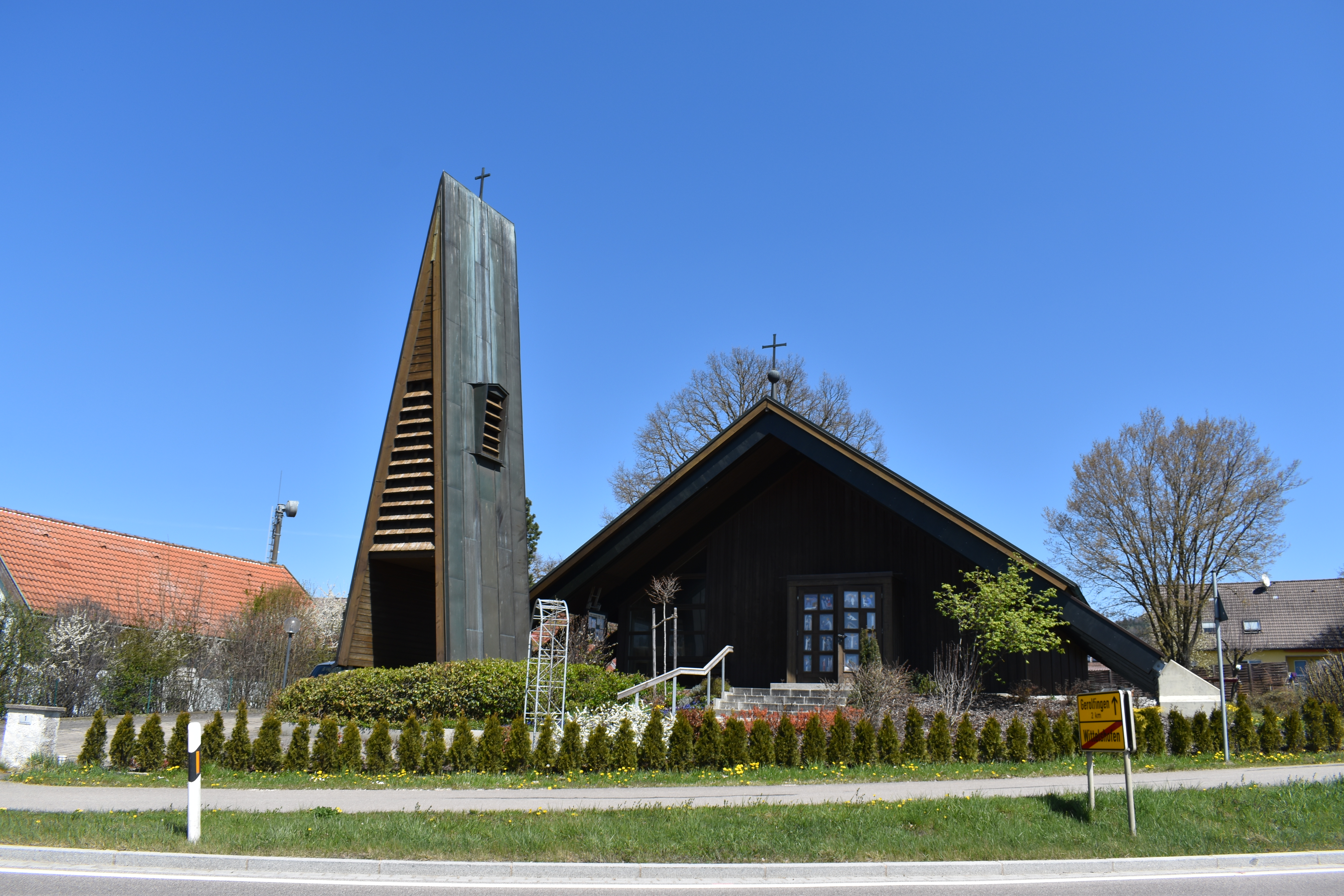
Hl. Kreuz (Wittelshofen)
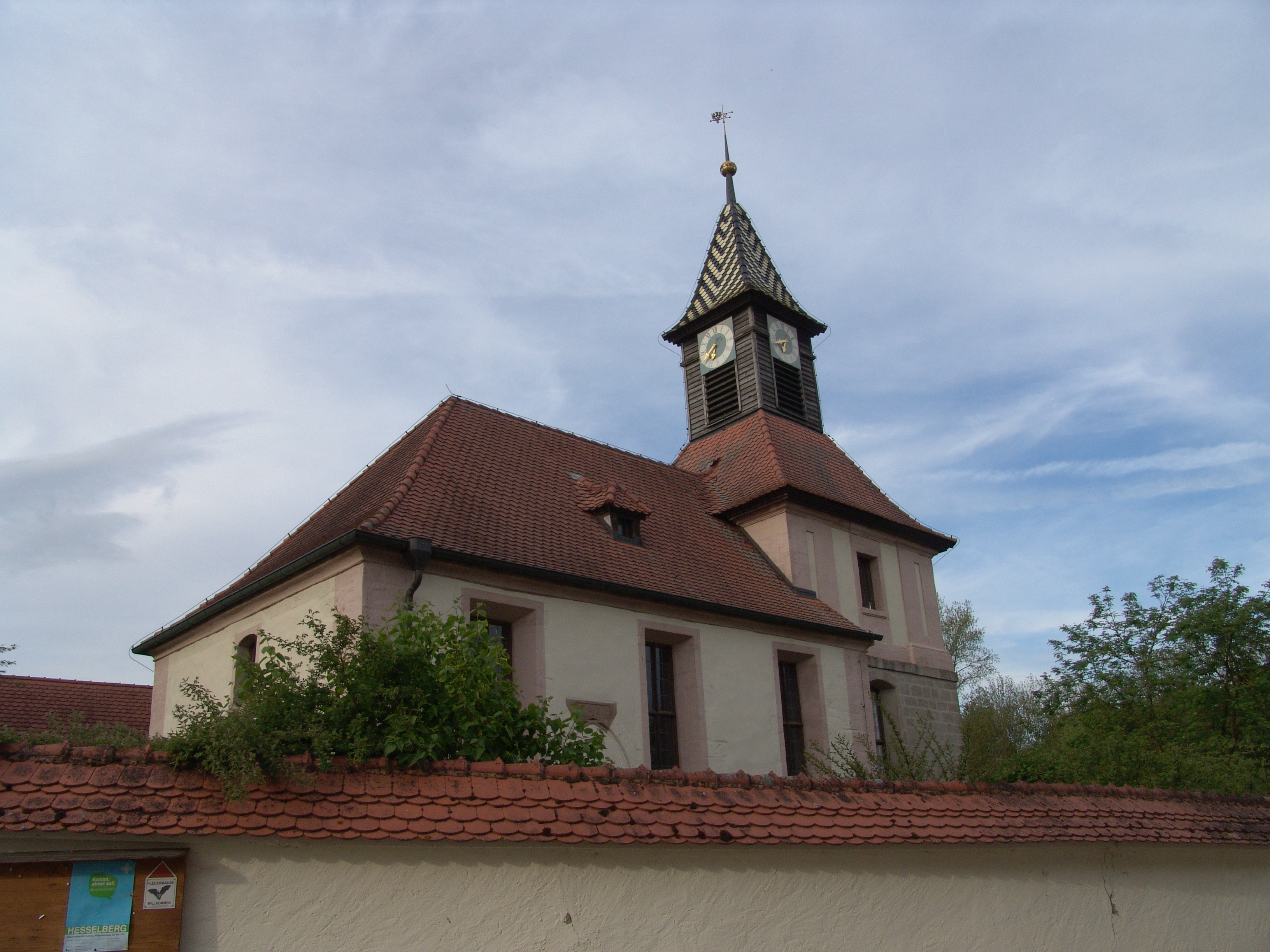
St. Michael (Dühren)
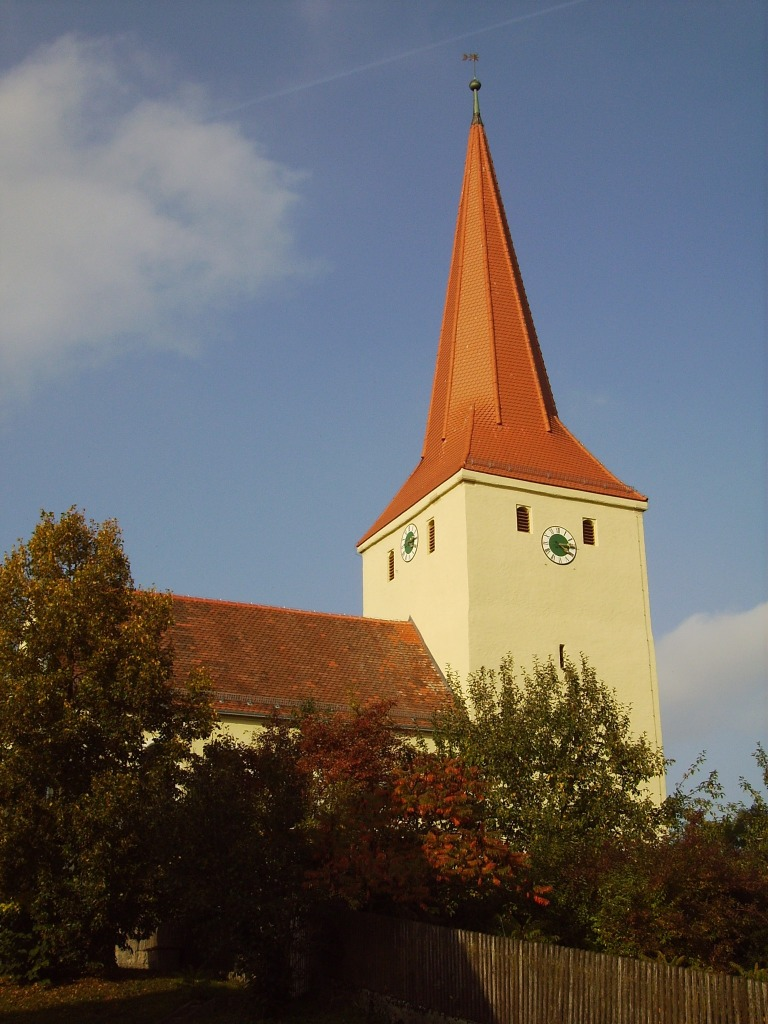
St. Andreas (Illenschwang)
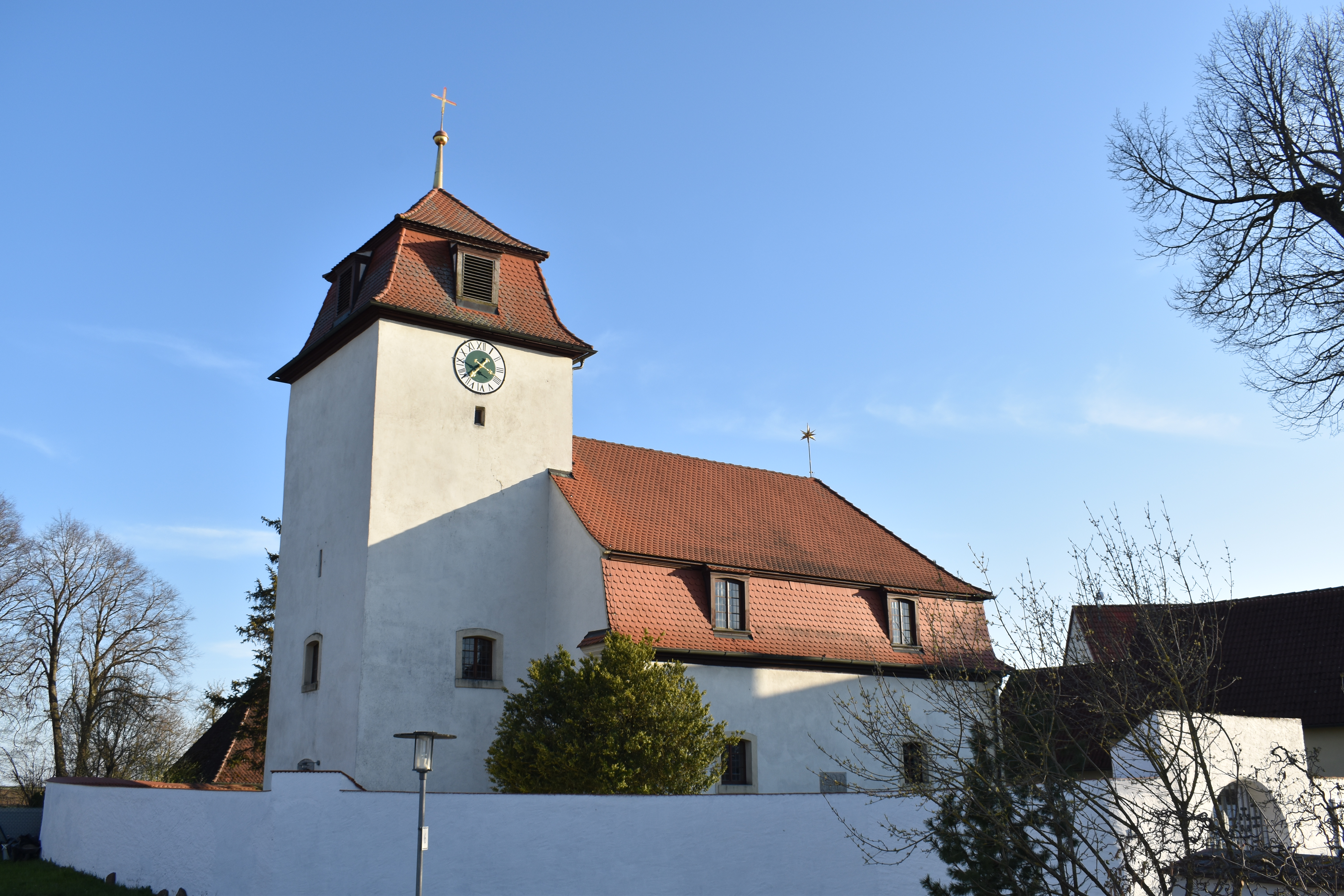
St. Michael (Obermichelbach)
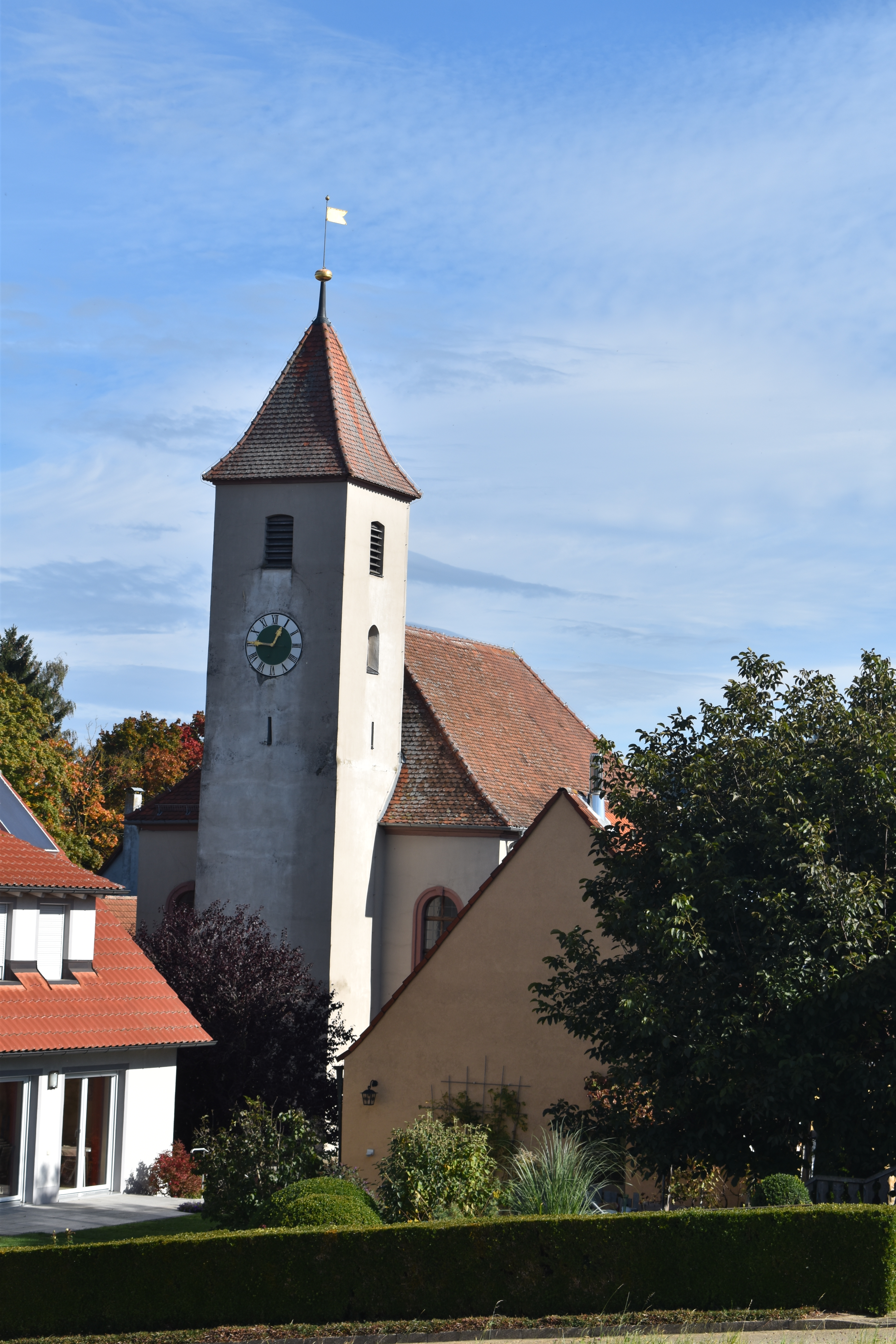
St. Leonhard (Untermichelbach)

### Eingemeindungen
| Ehemalige Gemeinde | Einwohner (1970) | Datum        | Anmerkung                                                                                       |
| ------------------ | ---------------- | ------------ | ----------------------------------------------------------------------------------------------- |
| Dühren             | –                | 1864         | Umbenennung in Grüb                                                                             |
| Grüb               | 076              | 1. Juli 1972 |                                                                                                 |
| Illenschwang       | 434              | 1. Juli 1972 | Eingliederung von 253 der 434 Einwohner, Umgliederung der anderen Einwohner nach Wilburgstetten |
| Obermichelbach     | 185              | 1. Mai 1978  |                                                                                                 |
| Untermichelbach    | 260              | 1. Juli 1972 |                                                                                                 |

### Einwohnerentwicklung
Gemeinde Wittelshofen
| Jahr      | 1818   | 1840   | 1852   | 1861   | 1867   | 1871   | 1875   | 1880   | 1885   | 1890   | 1895   | 1900   | 1905   | 1910   | 1919   | 1925   | 1933   | 1939   | 1946   | 1950   | 1961   | 1970   | 1987   | 2005 | 2011   | 2016   |
| Einwohner | 673    | 691    | 688    | 675    | 625    | 631    | 605    | 620    | 590    | 555    | 572    | 546    | 537    | 548    | 553    | 562    | 512    | 445    | 688    | 675    | 556    | 560    | 1261   | 1289 | 1260   | 1248   |
| Häuser    | 123    | 96     |        |        |        | 126    |        |        | 122    | 121    |        | 130    |        |        |        | 122    |        |        |        | 111    | 116    |        | 325    |      | 377    | 386    |
| Quelle    | [ 17 ] | [ 18 ] | [ 19 ] | [ 20 ] | [ 21 ] | [ 22 ] | [ 23 ] | [ 24 ] | [ 25 ] | [ 26 ] | [ 19 ] | [ 27 ] | [ 19 ] | [ 28 ] | [ 19 ] | [ 29 ] | [ 19 ] | [ 19 ] | [ 19 ] | [ 30 ] | [ 13 ] | [ 31 ] | [ 32 ] |      | [ 33 ] | [ 33 ] |

Ort Wittelshofen
| Jahr      | 001818 | 001840 | 001861 | 001871 | 001885 | 001900 | 001925 | 001950 | 001961 | 001970 | 001987 | 002006 | 002016 |
| Einwohner | 667    | 683    | 661    | 624    | 580    | 539    | 557    | 667    | 549    | 552    | 534    | *638   | *589   |
| Häuser    | 122    | 95     |        |        | 120    | 128    | 120    | 110    | 115    |        | 143    |        |        |
| Quelle    | [ 17 ] | [ 18 ] | [ 20 ] | [ 22 ] | [ 25 ] | [ 27 ] | [ 29 ] | [ 30 ] | [ 13 ] | [ 31 ] | [ 32 ] | [ 34 ] | [ 34 ] |

## Politik

### Gemeinderat
Nach der Kommunalwahl am 15. März 2020 hat der Gemeinderat zwölf Mitglieder. Die Wahl brachte folgendes Ergebnis:
| Wählergruppe Illenschwang-Obermichelbach-Untermichelbach-Grüb | 7 Sitze (56 % der Stimmen) |
| Wählergruppe Wittelshofen                                     | 5 Sitze (44 % der Stimmen) |

Nach der Kommunalwahl am 16. März 2014 hat der Gemeinderat zwölf Mitglieder. Die Wahl brachte folgendes Ergebnis:
| Wählergruppe Illenschwang-Obermichelbach-Untermichelbach-Grüb | 7 Sitze |
| Wählergruppe Wittelshofen                                     | 5 Sitze |

Gegenüber 2008 und 2014 hat die Wählergruppe Illenschwang-Obermichelbach-Untermichelbach-Grüb einen Sitz gewonnen, die Wählergruppe Wittelshofen einen Sitz verloren. Weiteres Mitglied und Vorsitzender des Gemeinderates ist der Bürgermeister.

### Bürgermeister
Bürgermeister Hermann Reichert war nach 24 Amtsjahren nicht mehr zur Wahl am 16. März 2014 angetreten. Werner Leibrich von der Wählergruppe Wittelshofen kam auf 51,98 Prozent der gültigen Stimmen, Günther Harich von der Wählerliste Illenschwang-Obermichelbach-Untermichelbach-Grüb-Dühren erhielt 48,02 Prozent. Leibrich wurde bei der Wahl 2020 im Amt bestätigt.

### Wappen und Flagge
Wappen
| Wappen von Wittelshofen | Blasonierung: „Unter von Silber und Schwarz geviertem Schildhaupt, in Blau eine silberne heraldische Lilie.“ |
| Wappen von Wittelshofen | Wappenbegründung: Die Lilie war das Wappensymbol des ansbachischen Gumbertstiftes. Sie taucht auf einem Gerichtssiegel auf, das 1556 für Wittelshofen bezeugt ist. Die blaue Feldfarbe versteht sich als Symbol für den Zusammenfluss der Sulzach und der Wörnitz. Die Zollernvierung weist auf die ehemalige Landesherrschaft der Markgrafen von Ansbach hin. Die Gemeinde Wittelshofen führt seit 1984 ein Wappen. |

Flagge
Die Gemeindeflagge ist blau-weiß-blau.

## Kultur und Sehenswürdigkeiten

### Museen
- Der Römerpark Ruffenhofen liegt zwischen der Romantischen Straße und dem Fränkischen Seenland. Er befindet sich zwischen den Gemeinden Gerolfingen, Wittelshofen und dem Markt Weiltingen. Von der Staatsstraße Dinkelsbühl–Wassertrüdingen ist er ausgeschildert. Am besten lässt sich der Römerpark derzeit mit eigenen Verkehrsmitteln erreichen.
- Heimatmuseum Heinrich Zoller

### Baudenkmäler
- St.-Martins-Kirche im alten Ortskern von Wittelshofen
- Katholische Heilig-Kreuz-Kirche am Rande des Siedlungsgebietes
- ehemalige Wehrkirche St. Andreas in Illenschwang
- Michaelskirche in Obermichelbach
- Kirche St. Leonhard in Untermichelbach

In einem malerischen Seitental der Sulzach liegt Dühren mit der Kirche St. Michael. Das Kirchlein birgt Fresken aus dem 14. und 15. Jahrhundert, die erst 1985 entdeckt und teilweise freigelegt wurden.
Das ehemalige Markgrafenschloss wurde bei einem Brand 1856 zerstört.
Der Grenzwall des Römischen Reiches, der Limes, durchzieht das Gemeindegebiet. Bei Dühren und der Gelsmühle sind noch Reste davon zu finden.

### Naturdenkmäler
Wittelshofen ist Ausgangspunkt des geologischen Wanderpfades, der auf die Höhen des Hesselberges führt. An seinem Anfang liegt eine der wenigen Ölschiefergruben in Deutschland, die immer wieder das Ziel von Geologen ist. An Sulzach und Wörnitz brüten noch Kiebitz und Bekassine und der Storch hat auf dem alten Molkereikamin eines seiner letzten Rückzugdomizile in Franken.

### Freizeit und Sport
- Geologischer Lehr- und Wanderpfad auf dem Hesselberg

### Vereine
- Freiwillige Feuerwehr Wittelshofen
- Obst- und Gartenbauverein Wittelshofen
- Schützenverein Silberdistel Wittelshofen
- Dartclub Gravemill Darters Wittelshofen
- Blasmusik Illenschwang
- Posaunenchor Illenschwang

## Wirtschaft und Infrastruktur
Das Gemeindegebiet wird überwiegend landwirtschaftlich genutzt.
Wittelshofen ist Mitglied im Tourismusverband Romantisches Franken, Zweckverband Römperpark Ruffenhofen und im „Touristikverband Hesselberg e. V“.
Im Gemeindebereich gibt es einen Kindergarten und eine Grundschule, in der die Klassen 1–4 unterrichtet werden. Weiterführende Schulen gibt es in Wassertrüdingen, Dinkelsbühl, Gunzenhausen und Oettingen. Alle Schulen sind mit öffentlichen Verkehrsmitteln zu erreichen.

### Verkehr
Die Autobahnen A 6 und A 7 (Ausfahrt Herrieden und Ausfahrt Ansbach) liegen jeweils ca. 28 km von Wittelshofen entfernt.
Die Staatsstraße 2218 verläuft an Illenschwang und Sinbronn vorbei nach Dinkelsbühl zur Bundesstraße 25 (10,5 km westlich) bzw. nach Gerolfingen (2,1 km südöstlich). Die Staatsstraße 2385 verläuft über Ruffenhofen nach Weiltingen (3 km südwestlich). Die Kreisstraße AN 41 verläuft nach Untermichelbach (1 km nordwestlich). Die Kreisstraße AN 49 verläuft nach Ehingen zur Staatsstraße 2248 (5 km nordöstlich).
Die nächsten Bahnhöfe sind Gunzenhausen (31 km) und Ansbach (38 km). Der Öffentliche Personennahverkehr wird durch den Verkehrsverbund Großraum Nürnberg gewährleistet.

### Touristische Routen
Die Gemeinde liegt an der Deutschen Limesstraße.
Außerdem führt der Deutsche Limes-Radweg durch die Gemeinde. Er folgt dem Obergermanisch-Raetischen Limes über 818 km von Bad Hönningen am Rhein nach Regensburg an der Donau.
Durch Wittelshofen führt der Europäische Fernwanderweg E8 sowie der Limesweg des Fränkischen Albvereins, einem Teilabschnitt des Deutschen Limes-Wanderwegs. Ebenso der Fernwanderweg Dr.-Fritz-Linnert-Weg von Nürnberg nach Dinkelsbühl.

## Persönlichkeiten
- Fanny Birkenruth (1841–1912), Salonière in Rom[38]
- Louis Lamm (1871–1943), jüdischer Verleger und Antiquar